# エル・ファルドゥ・ベン・ナブアン
エル・ファルドゥ・モハメド・ベン・ナブアン（アラビア語: الفردو محمد بن نبوهان、フランス語: El Fardou Mohamed Ben Nabouhane、セルビア語: Ел Фарду Мухамед Бен Набуан、1989年6月10日 - ）は、コモロとマヨットとフランスとセルビアのサッカー選手。コモロ代表。ポジションはFW。

## クラブ歴

### フランス時代
フランスの海外県であるマヨットに生まれた。その後レユニオンに移り、JSサン＝ピエロワーズに所属した。
2006年にフランス本土のル・アーヴルACに加入。フランスアマチュア選手権に所属するBチームで1年を過ごした後に、2008年3月3日のリーグ・ドゥ、トロワAC戦で72分にトップチーム初出場、プロデビューとなった。彼自身はこのシーズン、トップチームではもう1試合に出場したのみで戦力とは言えなかったが、クラブはリーグ・アン昇格を決めた。翌シーズンは11月12日のクープ・ドゥ・ラ・リーグ・スタッド・レンヌ戦で初めてトップチームで出場、スターティングメンバーに名を連ねた他、プロ初得点も記録した。その3日後にパリ・サンジェルマンFC戦でリーグ・アン初出場。
2010年にリーグ・ドゥのヴァンヌOCに移籍した。

### ヴェリア
2013年にギリシャ・スーパーリーグのヴェリアFCに移籍。8月に早速初出場をすると、2013-14シーズンは15得点を記録し得点ランキング2位につけた。2014-15シーズンは開幕節で1ゴール1アシストを記録し、2節でもアシストを記録。しかしその後は怪我で2週間離脱した。第19節では2得点をあげて同節の最優秀選手となった。OFIクレタ戦の後には給料3倍で3年の契約延長をクラブに打診されたが、更に高い待遇を要求した彼はこれを拒否。2015年4月20日にも2得点1アシストと活躍を続けた。

### オリンピアコス
2015年7月にオリンピアコスFCに自由契約で加入。報じられる所によれば、この時彼の獲得に動いたギリシャのクラブとしては他にレヴァディアコスFCやプラタニアスFCの名前があげられており、冬の移籍でも彼の獲得を画策していたという。しかしオリンピアコスへの加入に合意した5月に十字靭帯に重傷を負い、オリンピアコス監督のマルコ・シウバからは最早戦力としてカウントされていなかった。2015年12月29日に結局1試合も出場しないまま、レヴァディアコスに半年の期限付き移籍。2016年1月10日にレンタル元のオリンピアコス相手に移籍後初出場し初得点も記録したが、3-1で敗れた。
2016年7月8日に1年延長オプションつきの1年の期限でパニオニオスFCに期限付き移籍。同クラブの得点王兼最優秀選手として大活躍を遂げた。
2017年7月26日にレンタル移籍が終了しUEFAチャンピオンズリーグ 2017-18 予選のパルチザン・ベオグラード戦でオリンピアコス初得点。カップ戦や国際大会も含めて2017-18シーズンに10試合出場し、セルビア・スーペルリーガのレッドスター・ベオグラードから3年契約がオファーされた。2017年12月19日に契約延長に後ろ向きであったため、オリンピアコスのトップチームから脱落した。

### レッドスター・ベオグラード
2018年1月12日に2年半契約でレッドスター・ベオグラードに加入。移籍金は推定50万ユーロ、年俸は100万ユーロに出来高で合意した。
同年8月29日のUEFAチャンピオンズリーグ 2018-19 予選のレッドブル・ザルツブルク戦ではミロシュ・デゲネクからの2アシストを両方決めてUEFAチャンピオンズリーグ 2018-19 グループリーグ進出を決めた。11月28日の同リーグ・SSCナポリ戦で得点を決めてUEFAチャンピオンズリーグ初得点を記録した。

## 代表歴
2014年3月5日にブルキナファソ代表との親善試合でコモロ代表初出場。
その後はクラブで大怪我を負ったために代表からも離れる日々が続いたが、復帰後は2016年3月24日にアフリカネイションズカップ2017予選のボツワナ代表戦で代表初得点、彼の得点でコモロ代表は6年半ぶりの勝利、そして主要な国際大会での史上初勝利を掴んだ。
2021年9月1日に行われたセーシェル代表戦で自身代表初となるハットトリックを決めた。

## 個人
マヨット生まれのコモロ人。2021年8月にセルビア国籍を取得した。

## 個人成績
2021年9月27日現在
| No  | 日附           | 場所                                                 | 対戦相手     | 得点 | 結果 | 大会                                          |
| --- | -------------- | ---------------------------------------------------- | ------------ | ---- | ---- | --------------------------------------------- |
| 1.  | 2016年3月24日  | ミツァミウリ・スタッド・サイード・モハメド・シェイク | ボツワナ     | 1–0  | 1–0  | アフリカネイションズカップ2017予選・グループD |
| 2.  | 2016年11月11日 | チュニス・スタッド・エル・メンザ                     | トーゴ       | 1–1  | 2–2  | 親善試合                                      |
| 3.  | 2016年11月11日 | チュニス・スタッド・エル・メンザ                     | トーゴ       | 2–1  | 2–2  | 親善試合                                      |
| 4.  | 2017年3月26日  | ベル・ヴュ・モーレル・スタッド・アンジャレイ         | モーリシャス | 1–0  | 1–1  | アフリカネイションズカップ2019予選・予備予選  |
| 5.  | 2018年9月8日   | ミツァミウリ・スタッド・サイード・モハメド・シェイク | カメルーン   | 1-0  | 1-1  | アフリカネイションズカップ2019予選・グループB |
| 6.  | 2018年10月16日 | ミツァミウリ・スタッド・サイード・モハメド・シェイク | モロッコ     | 1-0  | 2-2  | アフリカネイションズカップ2019予選・グループB |
| 7.  | 2018年10月16日 | ミツァミウリ・スタッド・サイード・モハメド・シェイク | モロッコ     | 2-2  | 2-2  | アフリカネイションズカップ2019予選・グループB |
| 8.  | 2018年11月17日 | モロニ・スタッド・ドゥ・モロニ                       | マラウイ     | 1-0  | 2-1  | アフリカネイションズカップ2019予選・グループB |
| 9.  | 2019年10月12日 | ヴェルサイユ・スタッド・ドゥ・モンボーロン           | ギニア       | 1-0  | 1-0  | 親善試合                                      |
| 10. | 2020年11月15日 | モロニ・スタッド・オムニスポルト・ドゥ・マルジーニ   | ケニア       | 1-0  | 2-1  | アフリカネイションズカップ2021予選・グループG |
| 11. | 2021年9月1日   | モロニ・スタッド・オムニスポルト・ドゥ・マルジーニ   | セーシェル   | 5-1  | 7-1  | 親善試合                                      |
| 12. | 2021年9月1日   | モロニ・スタッド・オムニスポルト・ドゥ・マルジーニ   | セーシェル   | 6-1  | 7-1  | 親善試合                                      |
| 13. | 2021年9月1日   | モロニ・スタッド・オムニスポルト・ドゥ・マルジーニ   | セーシェル   | 7-1  | 7-1  | 親善試合                                      |

## タイトル

### クラブ
レッドスター・ベオグラード
- セルビア・スーペルリーガ: 2017-18, 2018-19, 2019-20, 2020-21

### 個人
- ギリシャ・スーパーリーグベストイレブン: 2013-14
- セルビア・スーペルリーガベストイレブン: 2018-19